# Жовна жовтогорла
Жовна́ жовтогорла (Chrysophlegma flavinucha) — вид дятлоподібних птахів родини дятлових (Picidae). Мешкає в Південній і Південно-Східній Азії.

## Опис

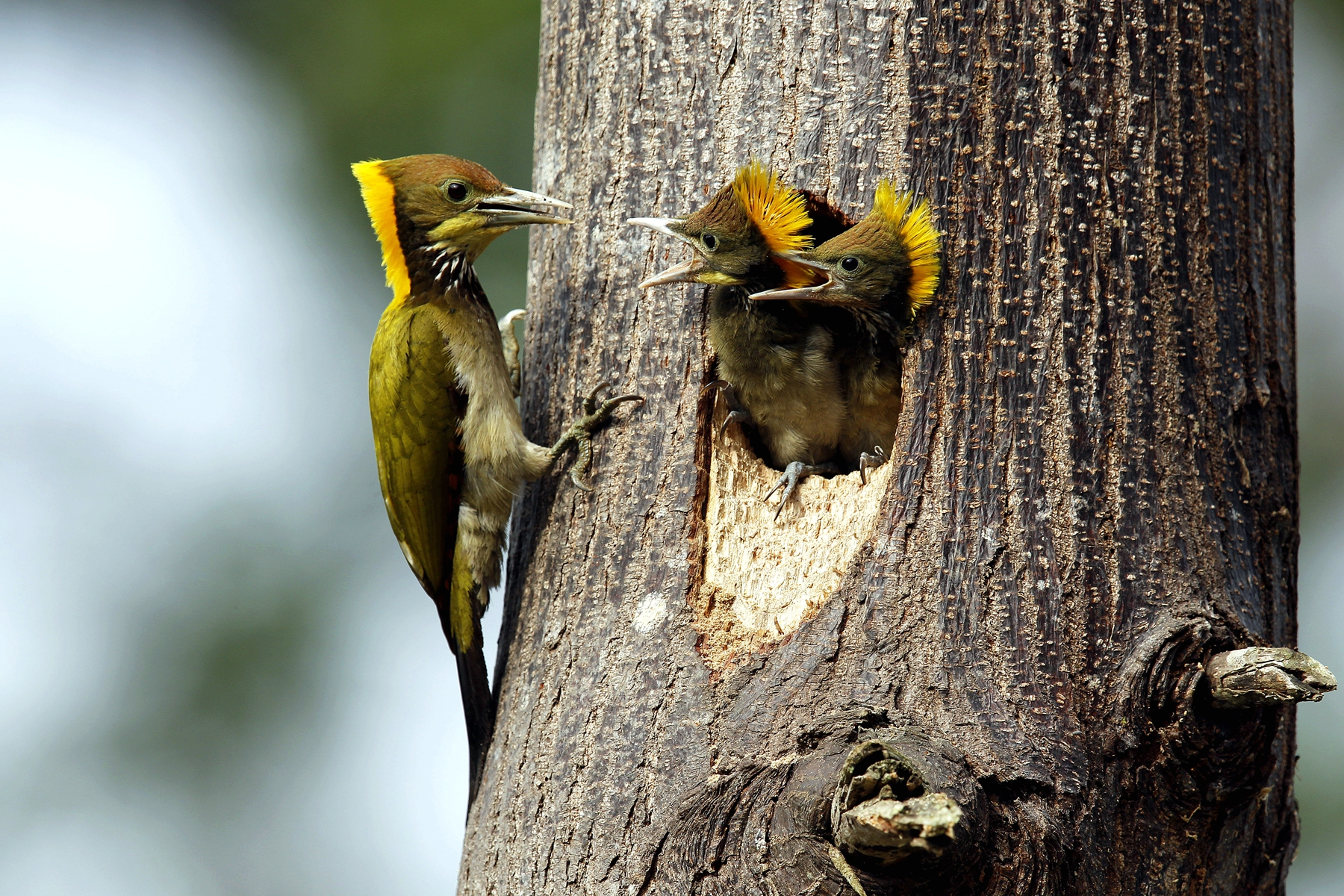
Самець жовтогорлої жовни з пташенятами

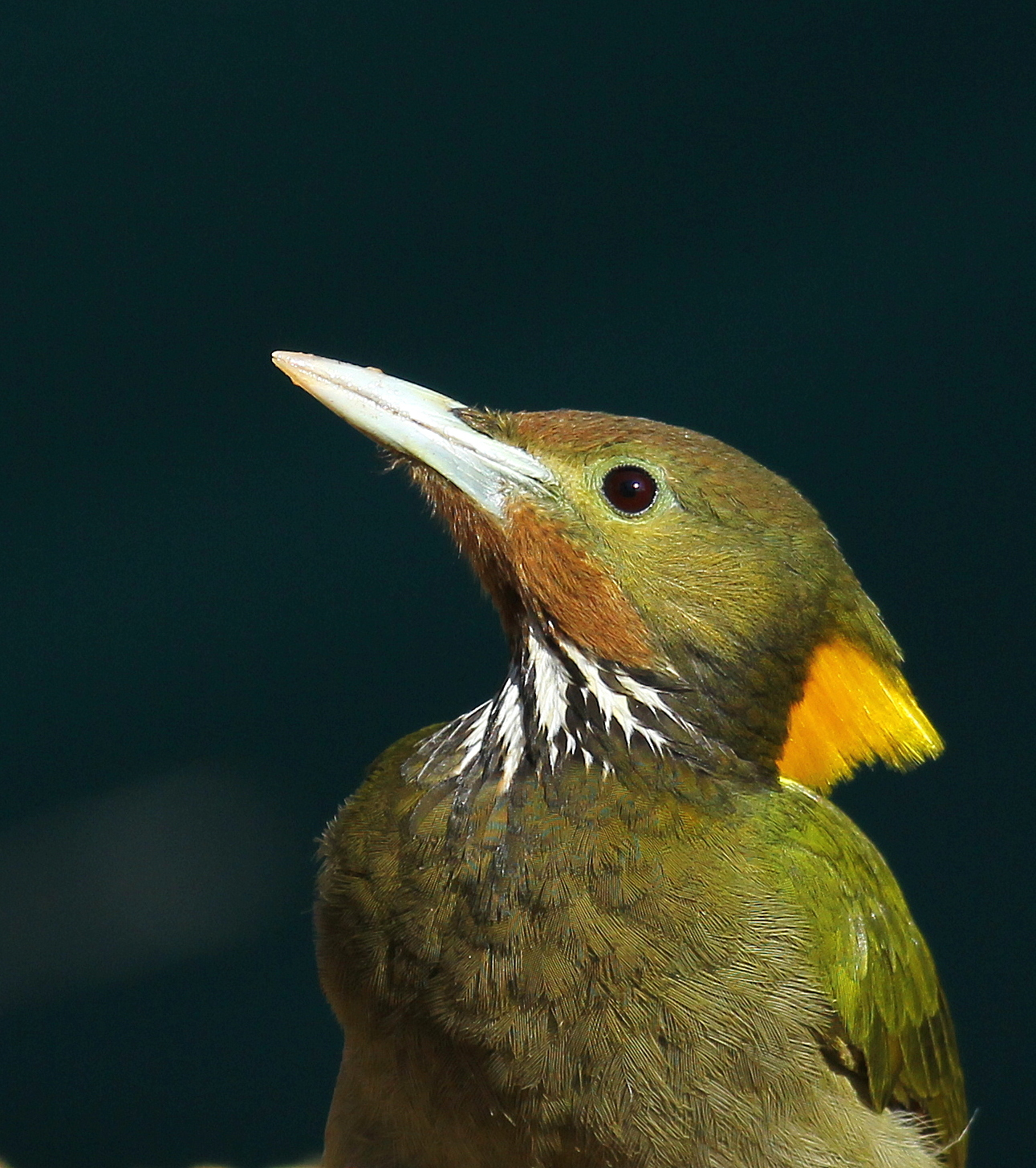
Самиця жовтогорлої жовни

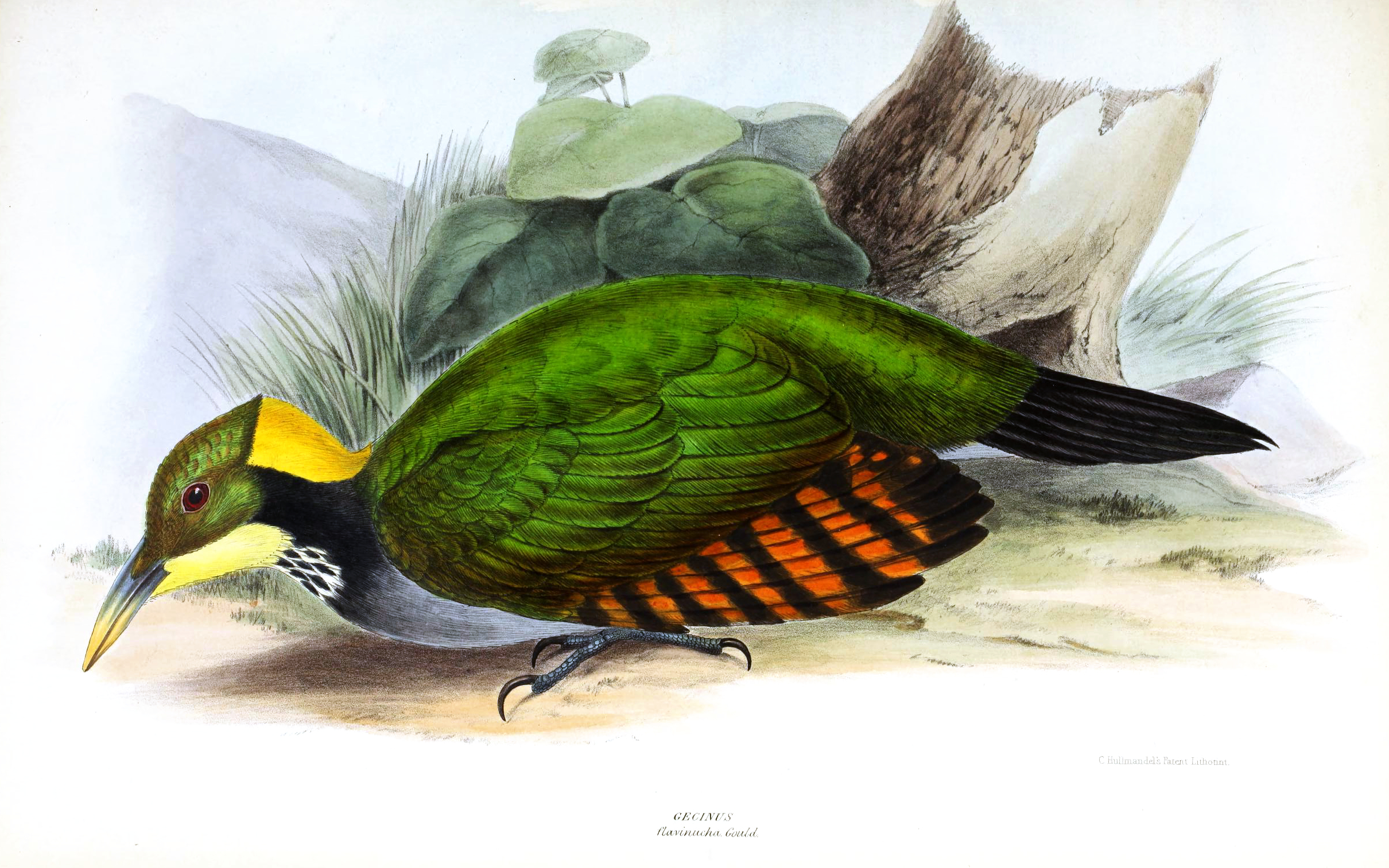
Самець жовтогорлої жовни

Довжина птаха становить 33-35 см, вага 153-198 г. У самців верхня частина тіла оливково-зелена, махові пера чорнувато-коричневі, поцятковані рудувато-коричневими смугами. Хвіст чорнуватий. Голова оливково-зелена, на тімені і потилиці золотистий "чуб". "Вуса", підборіддя і горло яскраво-жовті, нижня частина горла чорнувата, пера на ній мають білі краї. Верхня частина грудей чорнувато-оливкова, решта нижньої частини тіла зеленувато-сіра. Нижня сторона крил коричнювата, легко смугаста. Очі червонуваті або червонувато-карі. Дзьоб відносно довгий, долотоподібний, сірий, біля основи більш темний. Лапи зеленувато-сірі або сірі. Самиці є дещо меншими за самців, дзьоб у них більш короткий, пляма на горлі не жовта, а рудувато-коричнева.

## Підвиди
Виділяють вісім підвиди:
- C. f. kumaonense Koelz, 1950 — центральні Гімалаї на півночі Індії (Уттаракханд) і заході Непалу;
- C. f. flavinucha (Gould, 1834) — Гімалаї в Непалі, Сіккімі, Бутані і Північно-Східній Індії, Східна Індія (на південь до Одіши і північного Андгра-Прадеша), М'янма, Південний Китай (південний Сичуань, Юньнань), північний В'єтнам;
- C. f. ricketti Styan, 1898 — південний схід Китаю (Фуцзянь) і північний В'єтнам;
- C. f. styani Ogilvie-Grant, 1899 — острів Хайнань і сусідні райони на півднному сході Китаю;
- C. f. pierrei (Oustalet, 1889) — від південно-східного Таїланду до південного В'єтнаму;
- C. f. wrayi Sharpe, 1888 — гори Малайського півострова;
- C. f. mystacale Salvadori, 1879 — гори Барісан на півночі і в центрі Суматри;
- C. f. korinchi Chasen, 1940 — гори Барісан на півдні Суматри.

## Поширення і екологія
Жовтогорлі жовни мешкають в Індії, Непалі, Бутані, Бангладеш, М'янмі, Таїланді, Китаї, Лаосі, В'єтнамі, Камбоджі, Малайзії та Індонезії. Вони живуть у вологих рівнинних і гірських тропічних і субтропічних лісах. Зустрічаються парами або невеликими сімейними зграйками, на Малайському півострові на висоті від 900 до 2000 м над рівнем моря, на Суматрі на висоті понад  800 м над рівнем моря, і Південно-Східній Азії і Індії на висоті до 2750 м над рівнем моря, в Непалі на висоті від 300 до 1500 м над рівнем моря. Іноді приєднуються до змішаних зграй птахів. 
Жовтогорлі жовни живляться мурахами, термітами і личинками комах, яких шукають на стовбурах дерев і серед пожухлого листя, іноді також іншими безхребетними, дрібними хребетними, зокрема жабами і пташенятами, а також ягодами і насінням. Сезон розмноження в Індії триває з березня по червень, в Таїланді і Малайзії з січня по квітень, на Суматрі з квітня по травень. Гніздяться в дуплах дерев, а висоті від 3 до 6 м над землею. В кладці 3-4 білих яйця. Насиджують і доглядають за пташенятами і самиці, і самці.